# Ken Matsubara
Ken Matsubara (jap. 松原 健, Matsubara Ken; * 16. Februar 1993 in Usa, Präfektur Ōita) ist ein japanischer Fußballspieler.

## Karriere
Ken Matsubara erlernte das Fußballspielen in der Jugendmannschaft von Ōita Trinita. Hier unterschrieb er 2011 auch seinen ersten Profivertrag. Der Verein aus Ōita, einer Hafenstadt in der Präfektur Ōita auf der japanischen Insel Kyūshū, spielte in der zweithöchsten Liga des Landes, der J2 League. Die Saison 2014 wurde er an den Erstligisten Albirex Niigata nach Niigata ausgeliehen. Nach Ende der Ausleihe wurde er 2015 von Niigata fest verpflichtet. Von 2014 bis 2015 spielte er einmal in der J.League U-22 Selection. Diese Mannschaft, die in der dritten Liga, der J3 League, spielte, setzte sich aus den besten Nachwuchsspielern der höherklassigen Vereine zusammen. Das Team wurde mit Blick auf die Olympischen Sommerspiele 2016 in Rio de Janeiro gegründet. Die Auswahl der Spieler erfolgte auf wöchentlicher Basis aus einem Pool, für den jeder Verein förderungswürdige Talente benennen konnte; die Zusammensetzung der Mannschaft variierte daher sehr stark von Spiel zu Spiel. 2017 unterschrieb er einen Vertrag beim Ligakonkurrenten Yokohama F. Marinos in Yokohama. 2019 und 2022 feierte er mit den Marinos die japanische Fußballmeisterschaft. Am Ende der Saison 2023 feierte er mit den Marinos die Vizemeisterschaft.

## Erfolge
Yokohama F. Marinos
- Japanischer Meister: 2019, 2022
- Japanischer Vizemeister: 2023
- Kaiserpokal: 2017 (Finalist)
- J. League Cup: 2018 (Finalist)